# Stettiner Museumsstreit

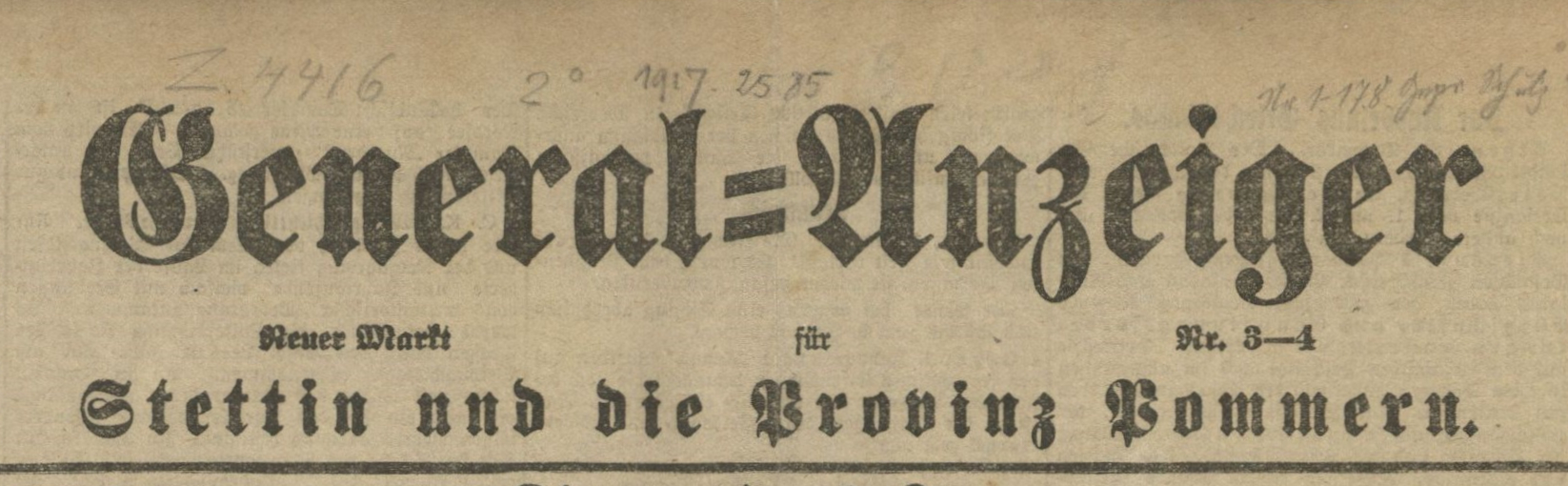
Beginn der Kontroverse im General-Anzeiger vom 3. September 1913

Der Stettiner Museumsstreit, auch Stettiner Bilder- und Museumsstreit, begann im September 1913 als Protest konservativer Bürger Stettins gegen die Ankaufspolitik des kurz zuvor an der Hakenterrasse eröffneten Städtischen Museums. Kritisiert wurden der Umgang mit den übergebenen Werken privater Stiftungen sowie der Ausbau der Sammlung mit Werken der Moderne durch den neuen Museumsdirektor Walter Riezler. Der Streit schlug hohe Wellen, wurde dann aber mit einem Kompromiss beigelegt. Die neuen Richtlinien gaben vor, in Zukunft vorrangig pommersche Kunst des 19. Jahrhunderts zu erwerben. Zeitgenössische Kunst werde angekauft, sofern deren Urheber in Kunstkennerkreisen anerkannt seien.
Der Greifswalder Kunsthistoriker Bernfried Lichtnau wertete die in der Akte »Magistrat Stettin. Stadtmuseum. Die Städtischen Sammlungen. Gemälde und Zeichnungen, Allgemeines 1913–1942« (Reg.-Nr. 48) archivierten Zeitungsausschnitte, Berichte und Diskussionsmaterialien zum Thema aus. Die einzelnen Seiten sind als Blatt-Nummern aufgeführt.

## Kontroverse

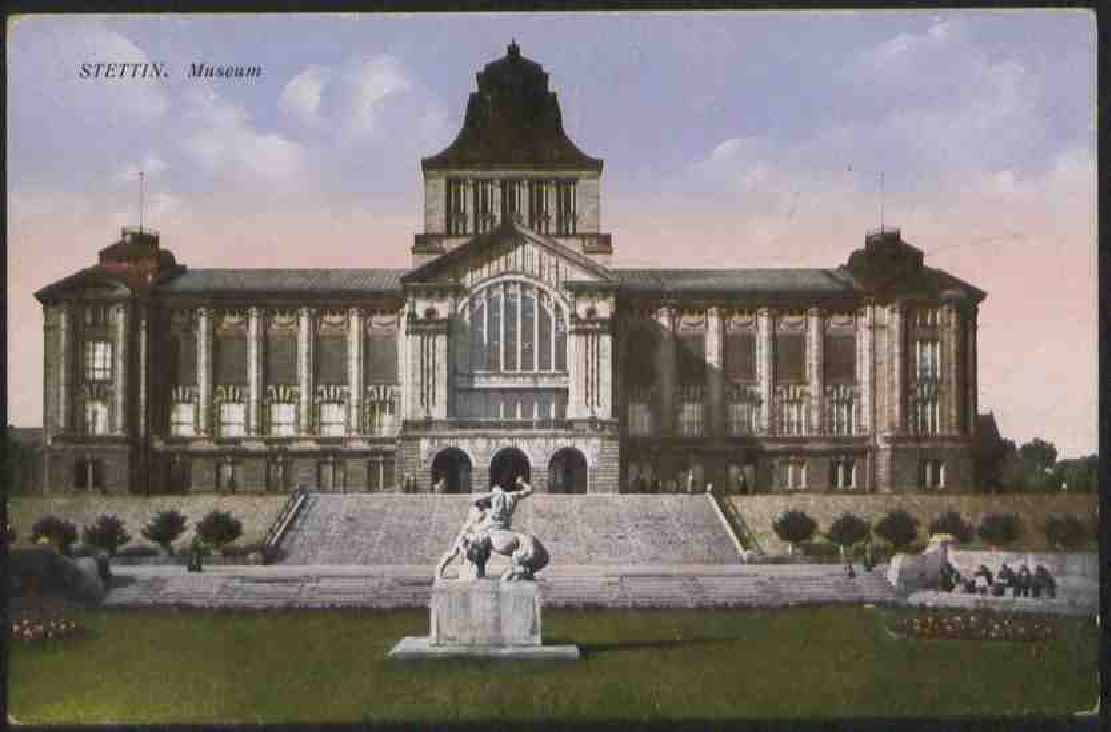
Städtisches Museum Stettin, vor 1914

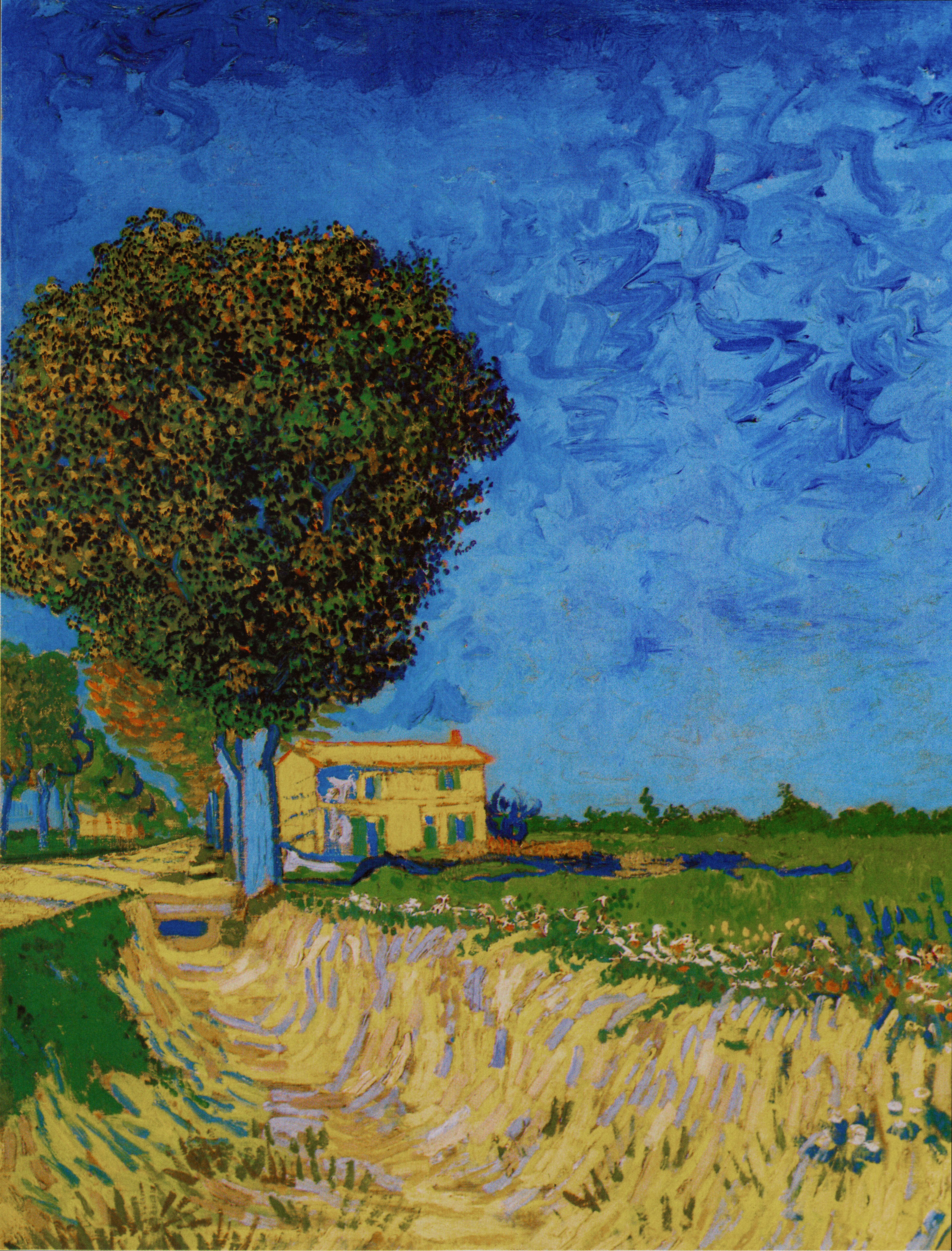
Vincent van Gogh, Allee bei Arles, 1888

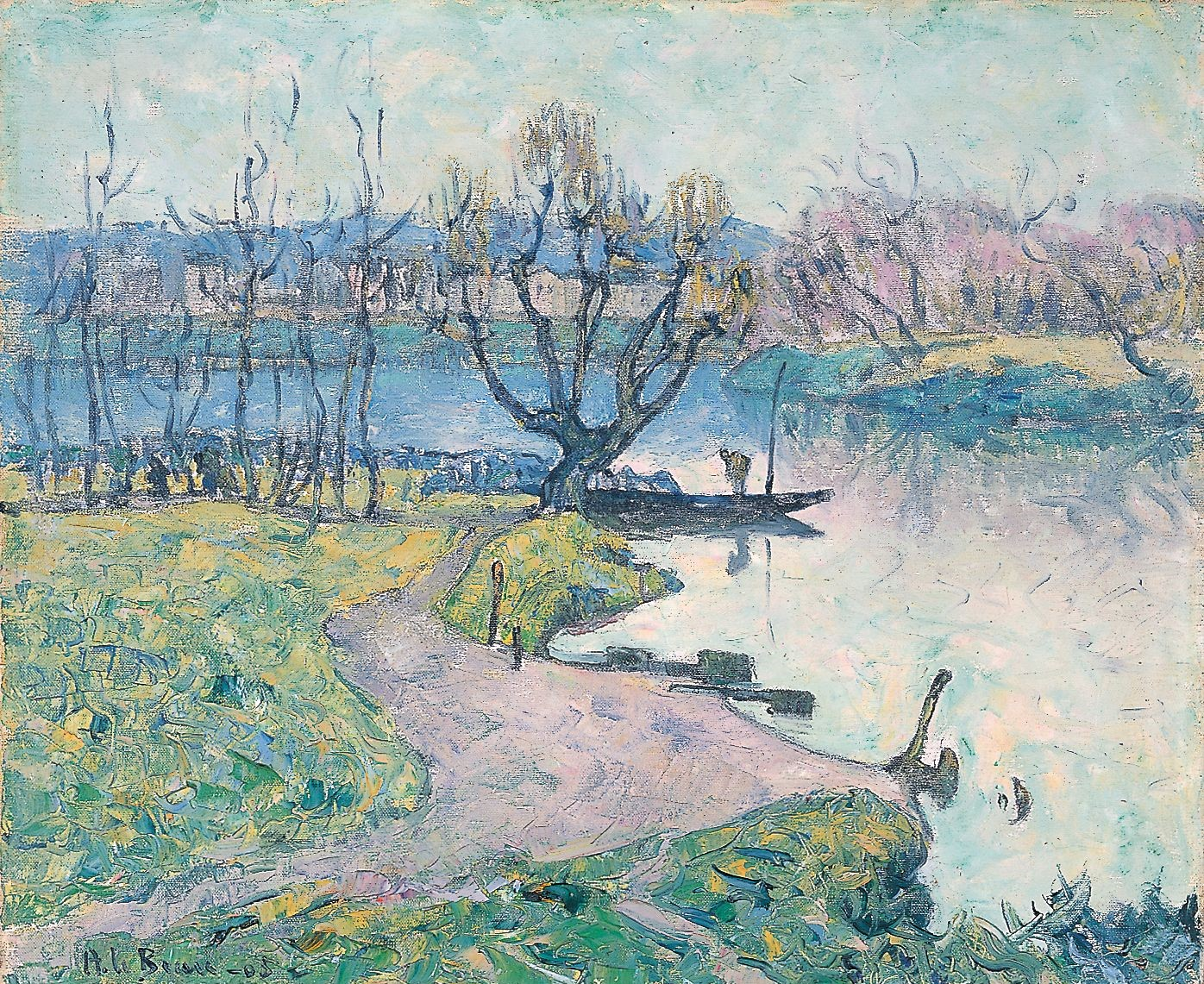
Alcide Le Beau, Seinelandschaft im Winter, 1905

Neun namentlich nicht genannte Stettiner Bürger starteten am 3. September 1913 im General-Anzeiger für Stettin und die Provinz Pommern einen Aufruf mit der Bitte um Unterstützung bei folgender Eingabe an die städtischen Körperschaften: „Wir sind entrüstet über die Verwendung städtischer Gelder zum Ankauf von Machwerken moderner Maler, wie sie die drei kleinen Räume der Bildergalerie unseres neuen Museums enthalten. Wir protestieren gegen eine Verwendung städtischer Gelder zum Ankauf derartiger perverser ‚Kunst‘.“ Und erläuternd: „Ganz Stettin steht kopfschüttend vor diesen lächerlichen Pinseleien.“ Da der Urheber von elf „abstoßenden Linoleumschnitten“ durch Dr. Riezler „zum Ausmalen der Museumskuppel in Vorschlag gebracht“ worden sei, protestiere man ebenso „gegen eine etwa bevorstehende Verhunzung unseres stolzen Museumsneubaus“.
Umgehend folgten redaktionelle Beiträge in der Stettiner Presse, darunter Futuristen im Museum! in der reaktionären Pommerschen Tagespost vom 4. September 1913. Verantwortlich sei der „starke jüdische Einfluß auf dem Kunstmarkt“. Auch andere Angriffe richteten sich gegen die Präsentation moderner Kunst „futuristischer und kubistischer Maler“ wie Moriz Melzer, dessen expressive Malweise und Farbgebung von mehreren Journalisten mit Unverständnis und Ablehnung aufgenommen wurde. Ein am 5. September in den Stettiner Neuesten Nachrichten veröffentlichter Artikel bezeichnete die Debatte als „Ein Stettiner Museumsstreit“.
Am 15. September erging die zuvor erwähnte Eingabe 178 namentlich genannter Stettiner tatsächlich an den Magistrat der Stadt Stettin. Um das Antwortschreiben des Oberbürgermeisters vorzubereiten, erstellte Riezler eine Liste mit den in der Bildergalerie ausgestellten modernen Werken. Dazu gehörten neben Vincent van Goghs Allee bei Arles und Alcide Le Beaus Seinelandschaft auch Gemälde von Honoré Daumier, Robert Genin, Paul Signac, Rudolf Levy und Alexander Kanoldt. Alles in allem hatte die Stadt dafür 6720 Mark ausgegeben, davon 4000 für den van Gogh. In der weiteren Debatte konnte Riezler einen Irrtum korrigieren: In seiner „Denkschrift“ sei Melzer lediglich als einer der Künstler genannt worden, „die sich mit den Problemen der modernen Monumentalmalerei beschäftigen“, dass es aber unmöglich sei, diesem noch unerfahrenen Mann „einen Auftrag von solcher Bedeutung zu übergeben“. Da die Geldmittel fehlten, stehe die Ausmalung derzeit ohnehin nicht an.
Der bei seiner Einstellung erst 32-jährige Museumsdirektor war gezwungen, seine Position zu verteidigen. Er wehrte sich vehement gegen die harsche Äußerung des Museumsarchitekten und Stadtbaurats Wilhelm Meyer, das Bild von van Gogh „gehöre ins Skizzenbuch des kleinen Moritz“. Seine Kritik an den bisherigen Museumsankäufen zielte auf den Adressaten selbst und den weiteren Ausbau der Antiken- und Renaissanceabteilung. Mit der Ablehnung einer Weiterführung der Kopiensammlung brüskierte er den einflussreichen Sammler und Kunstförderer Heinrich Dohrn sowie weite Kreise des Stettiner Bürgertums. Einen Verteidiger fand er im Verfasser des „Stettiner Kunstkämpfe“ betitelten Artikels in der Frankfurter Zeitung vom 29. Oktober 1913. Das Verdienst des wenige Tage zuvor gestorbenen Dohrn sei gewesen, reiche Geldmittel aus der Bürgerschaft für eine im Laufe der Zeit entstandene stattliche Bronzesammlung flüssig zu machen. Nun sei es zu begrüßen, wenn Riezler einen Teil davon für „andere noch gänzlich im Argen liegende Abteilungen des Museums“ nutzen wolle. Außerdem trage er die Bürde, sich für weitere Mittel von weniger qualitätsvollen Werken zu trennen.
Die Debatte dauerte den ganzen Herbst an. Weiterer Polemik und der deutlichen Ankündigung, dass künftig Stiftungen ausbleiben würden, traten aber auch sachliche Positionen entgegen. Diese fand die Öffentlichkeit beispielsweise in der liberalen Ostsee-Zeitung. Im September erschienen ein fiktiver Dialog zwischen einer aufgeschlossenen Betrachterin und den modernen Kunstwerken sowie ein Appell an das Verständnis für eine neue Orientierung der Sammlung auf zeitgenössische Kunst. Diese Auffassung stand den völkisch-nationalen Vertretern der in Deutschland vor dem Ersten Weltkrieg aufgebrochenen Kämpfe gegen die international ausgerichtete Kunstwelt gegenüber. Unterstützung fanden die Gegner der „neuen Kunst“ in keinem Geringeren als Wilhelm von Bode, Generaldirektor der Königlichen Museen zu Berlin.
Positiv für Riezler war, dass ihm der Stettiner Oberbürgermeister Friedrich Ackermann, die Mitglieder des Magistrats und die Angehörigen des Museums-Kuratoriums weitgehend den Rücken deckten. Ein Ende September beschlossenes Gutachten kam zu folgenden Ergebnissen:
1. Der Protest gegen die Verwendung städtischer Gelder zum Ankauf von Bildern moderner Maler sei nicht anzuerkennen. Die Anschaffung von Bildern moderner Richtung dürfe nicht ausgeschlossen, sondern müsse vielmehr als erwünscht betrachtet werden.
2. Es gebe keinen Anlass, der Museumsdirektion in dieser Hinsicht Handlungsanweisungen zu erteilen.
3. Die Begrenzung von Werken neuester Stilrichtungen sei abzuweisen, da einzig und allein der künstlerische Wert der Werke zähle und ansonsten die Ausgestaltung des Museums im höheren künstlerischen Sinne gehemmt würde.[9]

## Ergebnis
Die Zielstellungen beim weiteren Ausbau der Gemäldesammlung konnten Ende 1913/Anfang 1914 zufriedenstellend geklärt werden. Der Magistrat beschloss am 20. November 1913 die Erarbeitung neuer Richtlinien auf Basis des Kuratoriumsgutachtens. Am 15. Dezember 1913 wurden die Bilder Melzers aus dem Kabinett entfernt und das Objekt der Entrüstung somit dem Blickfeld der Öffentlichkeit entzogen. Nach ihrer Sitzung vom 30. Januar 1914 beauftragte die Museumsdeputation Riezler mit dem Entwurf eines genauen Programms der weiteren Ausgestaltung des Museums. Die „allgemeine Programmidee“ ging am 21. Februar 1914 beim Magistrat ein. In ihr nahm der Museumsdirektor seine hohen persönlichen Zielstellungen und Maßstäbe im Sinne eines ausgleichenden Kompromisses zumindest teilweise zurück.

Weitere Überlegungen zur Ankaufsstrategie und Sammlungskonzeption erarbeitete Geheimrat von Stranz in Zusammenarbeit mit Justizrat Hirschfeld. Die Entscheidungen zogen sich kriegsbedingt bis zur Sitzung der Museumsdeputation vom 10. Februar 1915 hin. Es erging der Beschluss verbindlicher »Richtlinien für die weitere Ausgestaltung der Gemäldesammlung«, die der Grundidee Riezlers weitgehend folgten:
»I. Besonderer Wert ist auf den Erwerb von Werken der letzten klassischen Periode der deutschen Malerei von etwa 1860–1890 zu legen. Auch gute Werke des frühen 19. Jahrhunderts, besonders derjenigen Künstler, welche durch die Berliner Jahrhundertausstellung von 1906 der Vergessenheit entrissen wurden, sind anzuschaffen; ebenso ältere Gemälde und Handzeichnungen – etwa vor 1800 – sofern der Erwerb zu besonders billigen Preisen möglich ist. Die Pommersche Kunst ist zu bevorzugen.
II. Auf die Sammlung von Gemälden und Plastiken, welche nur kunstgeschichtlichen Wert haben, ist zu verzichten. Werke zeitgenössischer Künstler sind zu erwerben, soweit letztere wenigstens in den Kreisen der Kunstkenner allgemeine Geltung genießen. Den Werken der neuesten extremen Richtungen gegenüber soll solange eine abwartende Stellung eingenommen werden, als sie nur als Erzeugnisse eines gährenden Durchganges anzusehen sind.
Die Museumsdeputation«
Trotz der Zugeständnisse gegenüber den Traditionalisten war der Weg nun frei für eine Weiterentwicklung der Städtischen Kunstsammlungen.

## Weitere Entwicklung
Ein Jahrzehnt nach dem ersten Funkenflug entbrannte der Streit aufs Neue. Im General-Anzeiger vom 9. Mai 1923 echauffierten sich „mehrere Stettiner Bürger“ über die angebliche Missachtung der Intentionen Dohrns durch die Museumsleitung und drohten mit dem Ausbleiben weiterer Schenkungen. Die Antwort der Museumsdeputation vom 20. Mai fiel sehr sachlich aus: Wieder wurde die aktuelle moderne Kunst verteidigt sowie die Aussonderung weniger qualitätsvoller Werke und die angestrebte Veräußerung weiterer Exponate mit der Finanzknappheit begründet.

Ein Brief des NSDAP-Mitglieds R. Kuhrke aus Frauendorf bei Stettin vom 20. Oktober 1933 an die Leitung des Museums klingt wie eine Ankündigung der kommenden radikalen Ausmerzung der Werke zeitgenössisch-moderner Künstler aus deutschen Museen:
»Vor einigen Tagen besuchte ich die Gemäldeausstellung Ihres Museums, die ich auch schon früher öfter besichtigt hatte. Da der Eindruck in früheren Jahren teilweise geradezu niederschmetternd war, hatte ich mir als alter Parteigenosse sehr viel von einer Säuberung im Sinne meines Führers versprochen. Diese scheint mir bei Ihnen aber noch nicht richtig durchgeführt worden zu sein, denn was ich dort gesehen habe ist für den gesunden deutschen Menschenverstand teilweise geradezu empörend! […] Die Israels, Levys und Liebermanns, um nur einige der Kunstbolschewisten zu nennen, die Sie dort zur Schau stellen, gehören m.E. auf den Scheiterhaufen! Wie ist es möglich, daß solche Schmierer, sogar Juden, in den Museen unseres Staates ausgestellt werden?«

Die Antwort des Dezernenten für Volksbildung, Stadtrat Hans Schwarz van Berk, vom 24. Oktober fiel beschwichtigend aus:
»Zu Ihrer Beruhigung kann ich Ihnen mitteilen, daß eine ganze Reihe von Bildern von mir aus dem Museum entfernt worden sind. […] Die von Ihnen beanstandeten Bilder gehören entweder zur Sammlung Döring, über die das Museum keine Verfügungsgewalt hat, es sei denn, wir müßten die ganze wertvolle Sammlung ausschließen, bloß weil sich dabei ein Liebermann befindet. Das ist aber nicht zu rechtfertigen. Noch kein deutsches Museum hat bisher ein Liebermannbild entfernt. Die übrigen von Ihnen genannten Bilder haben keinen Anstoß erregt, weil in ihnen keine jüdische Zersetzung zum Ausdruck kommt. Ich glaube, daß Ihnen diese Zeilen, die ich auch als Gaukulturwart an Sie richte, genügen und Sie mit mir glauben, daß die Gesundung der Kunst aus den neuen Werken der Maler erwachsen muß, aber nicht davon abhängig ist, ob nun jedes einmal von einem Juden gemalte Bild verbrannt wird.«